# Numb (バンド)
NUMB（ナム）は、日本のハードコア・パンク・バンド。1990年代初期のニューヨーク・ハードコアをいち早く取り入れるなど、東京におけるハードコア・パンクを代表するバンドとして知られる。

## メンバー
SENTA
ボーカル担当。バンド結成当初からのメンバー。現 ETERNAL B ギター。
NATSUO
ギター担当。バンド結成当初からのメンバー。
YURI
ギター / ボーカル担当。
Switch Styleでボーカルとギターを担当していたが、1997年に脱退。その後、2009年にベースとして加入。2017年にKENJIROUの脱退より、ギター / ボーカル を担当。現 DBX ギター。
SEKI
ドラムス担当。2006年加入。元 ONE STEP FORWARD、現 IT'S ALL GOOD。
YUSUKE
ベース担当。2017年加入。現 3/4NUMM ( REGGAE BAND )。
なお、メンバーのうち、SENTA、NATSUO、YURIの3人は中学校の同級生である。

### 元メンバー
KENJIROU
ギター担当。2006年加入。2017年に脱退。
HATAKE
ギター担当。バンド結成当初からのメンバーだったが、2006年脱退。
SUGURU
ベース担当。バンド結成当初からのメンバーだったが、2003年脱退。
NORI
ドラムス担当。バンド結成当初からのメンバーだったが、2003年脱退。
KIM
ベース担当。2003年加入、2009年脱退。
EIJI
ドラムス担当。2003年加入、2006年脱退。

## 来歴
1995年結成。1996年6月、自主制作のデモテープ「to maintain the method」を発表し、同年12月25日には初のミニアルバム『ROAR 365』をリリースする。
2000年4月1日、1stアルバム『PLUTINUMB』をリリース。オリコンインディーズチャートで1位を獲得する。
2014年3月19日、2ndアルバム『CITY OF DREAMS』をリリースする。

## ディスコグラフィ

### 最新スタジオ7EP
| 枚  | 発売日        | タイトル             | 規格品版            |
| --- | ------------- | -------------------- | ------------------- |
| 1st | 2019年2月22日 | Ninjas with Attitude | AAHC02 (Limited399) |

### スタジオ・アルバム
| 枚  | 発売日        | タイトル       | 規格品番 |
| --- | ------------- | -------------- | -------- |
| 1st | 2000年4月1日  | PLUTINUMB      | IPK-1    |
| 2nd | 2014年3月19日 | CITY OF DREAMS | IMPSTM-1 |

### ミニアルバム
| 枚  | 発売日         | タイトル | 規格品番 |
| --- | -------------- | -------- | -------- |
| 1st | 1996年12月25日 | ROAR 365 | SL-003   |

### 再録音アルバム
| 枚  | 発売日       | タイトル | 規格品番 |
| --- | ------------ | -------- | -------- |
| 1st | 2004年7月6日 | Death.Co | CWCR-003 |

## 参加作品
- 『JAPANESE SKINCORE COMPILATION』（2023年04月29日発売）
- 『UNITE FOR RELIEF-A HARDCORE BENEFIT FOR JAPAN』（2012年6月27日発売）
- 「A Tell A Lie Vision」で参加[8]。

## ライブ
日本国内・国外で精力的にライブ活動を展開している。特に7月6日を「76（ナム）の日」とし、ワンマン・ライブを行っている。

### 主催イベント
年に1回、「OLYMPIK」と称したイベントを主催している。
| 名前        | 日付          | 会場                  |
| ----------- | ------------- | --------------------- |
| OLYMPIK     | 2010年8月8日  | 東京・渋谷CLUB ASIA   |
| OLYMPIK2011 | 2011年8月21日 | 東京・渋谷CLUB ASIA   |
| OLYMPIK2012 | 2012年8月19日 | 東京・渋谷CLUB ASIA   |
| OLYMPIK2013 | 2013年8月24日 | 東京・新宿NINE SPICES |
| OLYMPIK2013 | 2013年8月25日 | 東京・新宿ANTIKNOCK   |
| OLYMPIK2015 | 2015年3月14日 | 東京・渋谷 GARRET     |